# Gommier (bateau)
Pour les articles homonymes, voir Gommier.
Moyen de navigation des indiens Caraïbes, le gommier, ou gomyé, est une pirogue qui tire son nom du fait qu'elle est taillée dans le tronc d'un gommier. Gréée d'une livarde, l'embarcation mesure habituellement de 5 à 7 mètres.
Les gommiers ont longtemps été des bateaux traditionnels dans la Mer des Caraïbes. Jusqu'aux années 1950, le gommier était le bateau le plus répandu pour la pêche en Guadeloupe et en Martinique. La raréfaction des gommiers rouges et blancs a fait qu'il a petit à petit été remplacé par la yole et la saintoise à moteur hors-bord plus stable.

Les gommiers ont beaucoup servi durant la Seconde Guerre mondiale. Ceux qui partaient en dissidence l'utilisaient comme moyen de transport entre les Départements français d'Outre-mer et la Dominique ou Sainte-Lucie pour rejoindre les bases des Forces françaises libres dans les Amériques.

## Le gommier de compétition
Il est à voile (jusqu'à 55 à 60 m2) ; l'équilibre se fait grâce aux "bwa Drésé" qui dépendent de la capacité de l'embarcation, de la surface de voile ainsi que des conditions météorologiques ; la direction du bateau se fait par le gouvernail.
L'équipage se compose du barreur (aussi appelé « le Patron ») qui prend surtout les décisions et décide des différentes manœuvres, il est autant vigilant sur le vent, sa voile et son équipage.
À côté de ce dernier se trouve le teneur d'écoute, qui règle la voile.
Enfin il y a les dresseurs qui ont plusieurs rôles : ils peuvent être autant au bois, au contre-poids, qu'écopeur.

## Différences entre yole et gommier
La yole est un assemblage de planches sur un squelette, plus large et plus stable, elle peut mettre des surfaces de voile plus importantes. la direction se fait à l'aide d'une pagaie ce qui lui permet de passer plus facilement là où se trouvent des hauts fonds. Le Tour de la Martinique des yoles rondes attire beaucoup de spectateurs.
Le gommier est fabriqué dans un tronc d'arbre fouillé. Instable et plus étroit selon le temps d'ouverture du bois lors de sa préparation. La direction se fait par le gouvernail qui empêche le passage près des récifs et autres.